# Sei Jang
Sei Jang is een bestuurslaag in het regentschap Tanjung Pinang van de provincie Riau-archipel, Indonesië. Sei Jang telt 16.615 inwoners (volkstelling 2010).